# リヴィアタン・メルビレイ
リヴィアタン・メルビレイ (Livyatan melvillei) はマッコウクジラ上科に属する化石クジラ類。中新世中期、1200-1300万年前に生息していた。リヴァイアサン・メルビレイ、レヴィアタン・メルビレイ、レビアタン・メルビレイ、リビアタン・メルビレイなどともよばれる。

## 発見
2008年11月、ペルーの都市イカの南南西35キロメートル、Pisco累層の堆積物中から発見された。化石は頭骨の一部であり、歯・下顎が付随していた。発見者はロッテルダム自然史博物館の研究者 Klaas Postであり、2008年11月の野外調査最終日、偶然の発見であった。
化石はリマで処理され、現地の博物館で保存されている。

## 命名
最初に与えられた学名は旧約聖書の怪物レヴィアタン（リヴァイアサン）に因む Leviathan melvillei であった。種小名は白鯨の著者ハーマン・メルヴィルへの献名である。だが、属名 Leviathan はマストドンの一属の下位異物同名 (Leviathan Koch, 1841) であったことが判明した。通常、下位異物同名は新名に置換されなければならないため、2010年8月、旧約聖書本来の綴りに基づいた Livyatan という属名が提唱された。

## 形態

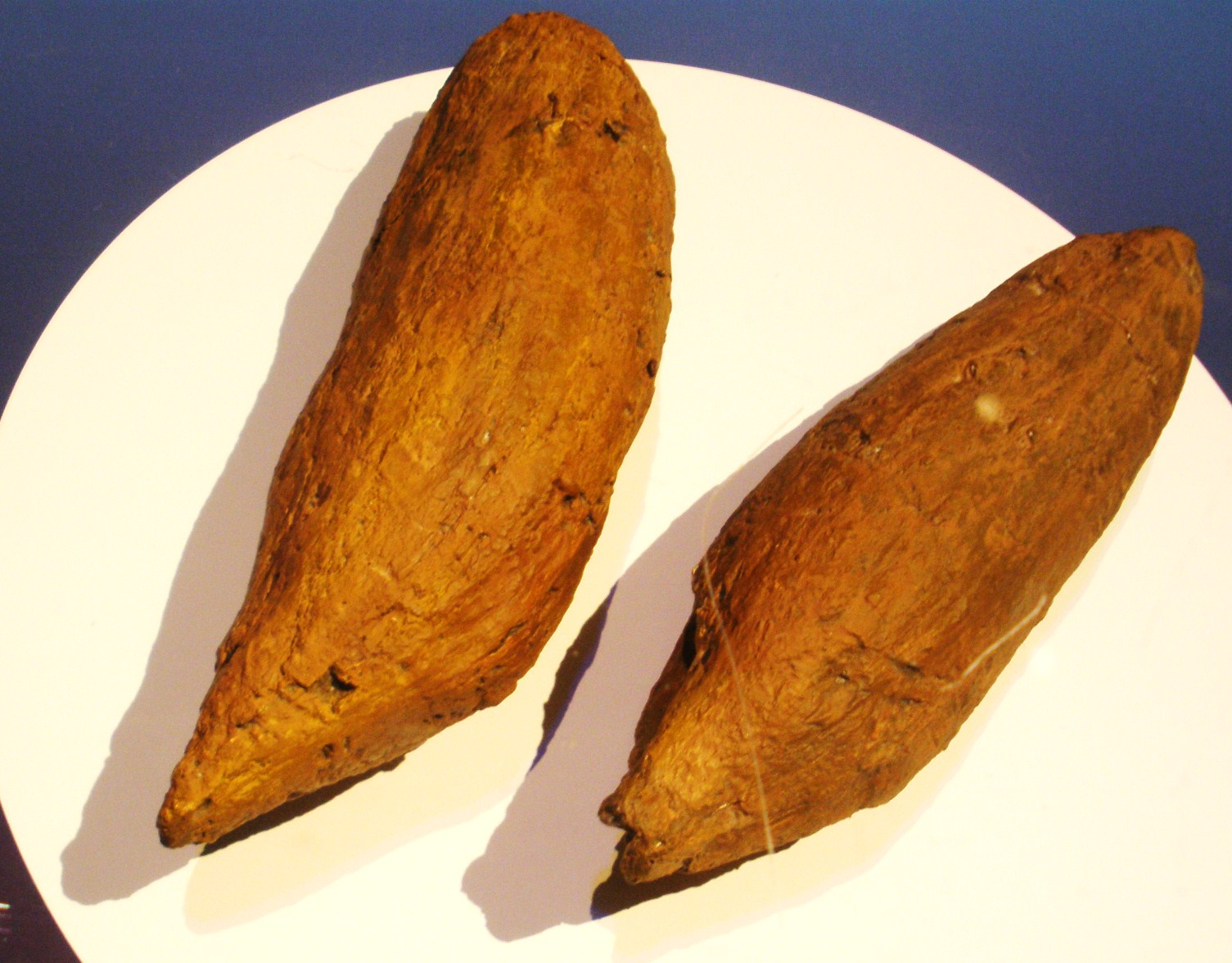
歯の化石

全長は13.0〜20.5mと推定され、これは現生のマッコウクジラの雄とほぼ同等である。  頭骨の長さは3メートルほどであるが、現生種と違い、両顎に機能的な歯が存在する(マッコウクジラの歯はもっと小さく、ほとんどが下顎にある）。また、現生種と比べ顎が頑丈であり、側頭窩もかなり大きく、側頭窩と頭骨前面の頬骨突起の間に広い隙間があり、頭骨と顎の間で最も強力な筋肉である強力な側頭筋を保持する大きな空間があったことを示している。本種は史上最大級の捕食者であり、クジラの専門家はこれに関して "四肢動物最大の歯型" と表現している。歯の長さは36センチメートルに達するが、これも捕食に用いるものとしては、知られている動物の内で最大である（捕食用途に限定しなければ、イッカク・ゾウ・セイウチなどの牙の方が大きい）。（動物の歯の中では最大。）

### 体長推定
体長推定にはマッコウクジラ上科の種が2種用いられ、現生マッコウクジラを用いた場合は全長13.5メートル、化石種の Zygophyseter varolai を用いた場合は17.5メートル という結果が得られている。

### 頭骨
頭骨の凹みからは、大量の鯨蝋を保持していたことが推定される。現生マッコウクジラでは、この器官は深海への潜水・浮上の補助に用いられる。だが本種は表層で大型の獲物を捕食していたようであるため、この器官には別の機能があったと推定される。おそらくはエコロケーション、繁殖の際のディスプレー、獲物への頭突きなどに用いていたと考えられる。

## 餌
発掘場所の近くからはヒゲクジラ・アカボウクジラ・イルカ・サメ・ウミガメ・アザラシ・海鳥などの化石が見つかっている。
本種は当時の海でメガロドンと共に頂点捕食者であったと考えられ、中新世の海洋生態系を構成する重要な種であったと思われる。また本種の出現した時期はヒゲクジラ類の巨大化・分布拡大の時期と一致している。
これらから考えると、アザラシ、イルカ、または7 - 10メートルに達するヒゲクジラ類などを捕食していたのであろう。生態は現在のシャチに似ていると考えられるが、体や口、歯が大きいため、単独で大きな獲物をとらえることができたと考えられる。
絶滅に関しては、地球の寒冷化によってヒゲクジラ達が巨大化し、獲物としていた小型～中型のヒゲクジラが消えた事が要因として挙げられている。

### ニュース等
- 'Sea monster' fossil found in Peru desert by CNN
- A killer sperm whale with details on sperm whale evolution

### 動画
- The jaws of the Leviathan - YouTube
- Leviathan melvillei - YouTube (a collection of images of discovery)